# Polyonyx splendidus
Polyonyx splendidus is een tienpotigensoort uit de familie van de Porcellanidae. De wetenschappelijke naam van de soort is voor het eerst geldig gepubliceerd in 1963 door Sankolli.